# San Lorenzo Dorsino
San Lorenzo Dorsino är en kommun i provinsen Trento i regionen Trentino-Sydtyrolen i Italien. Kommunen hade 1 571 invånare (2018).
Kommunen San Lorenzo Dorsino bildades den 1 januari 2015 genom en sammanslagning av de tidigare kommunerna Dorsino och San Lorenzo in Banale.